# ميجازوسترودون
الميجازوسترودون (Megazostrodon) هو جنس منقرض من ثدييات الشكل الذي يتم قبوله على نطاق واسع باعتباره واحد من الثدييات الأولى والتي ظهرت في السجل الأحفوري قبل حوالي 200 مليون سنة مضت، كان لديه بعض الخصائص غير الثديية لكنها كانت طفيفة بشكل كافي لتبرير تحليل هذا الحيوان الذي ربما يمثل المرحلة النهائية من الانتقال بين السينودونت أو الثدييات شبيهة الزواحف والثدييات الحقيقية.

## وصلات خارجية
- FUR AND FANGS-MAMMAL ORIGINS
- First mammals appear
- First Mammals and Plate Tectonics
- A brief history of mammalogy.
- Vertebrate paleontology-Michael J. Benton.